# Pressy-sous-Dondin
Pressy-sous-Dondin ist eine französische Gemeinde mit 103 Einwohnern (Stand 1. Januar 2022) im Département Saône-et-Loire in der Region Bourgogne-Franche-Comté. Sie gehört zum Arrondissement Mâcon und zum Kanton Cluny.

## Geschichte
Im Mittelalter war Dondin, die 1593 zerstörte Burg oberhalb und im Südwesten des Ortes, eine der fünf Châtellenies der Grafschaft Charolais.

### Bevölkerungsentwicklung
- 1962: 081
- 1968: 121
- 1975: 114
- 1982: 068
- 1990: 072
- 1999: 071